# 1994 CS2
1994 CS2 är en asteroid i huvudbältet som upptäcktes den 14 februari 1994 av den japanska astronomen Takao Kobayashi vid Ōizumi-observatoriet.
Asteroiden har en diameter på ungefär 7 kilometer.